# 南调街道
南调街道，是中华人民共和国广东省湛江市坡头区下辖的一个乡镇级行政单位。

## 行政区划
南调街道下辖以下地区：
海东社区、麻西社区、林口村、麻东村和南调村。